# 吴振挺
吴振挺（1916年—1994年），男，湖北黄安人，中华人民共和国军事人物，中国人民解放军少将，曾任中国人民解放军工程兵工程部政治委员。